# Större taggmätare
Större taggmätare Aplocera praeformata är en fjärilsart som beskrevs av Jacob Hübner 1826. Större taggmätare ingår i släktet Aplocera och familjen mätare, Geometridae. Arten är reproducerande i Sverige. Inga underarter finns listade i Catalogue of Life.

## Bildgalleri

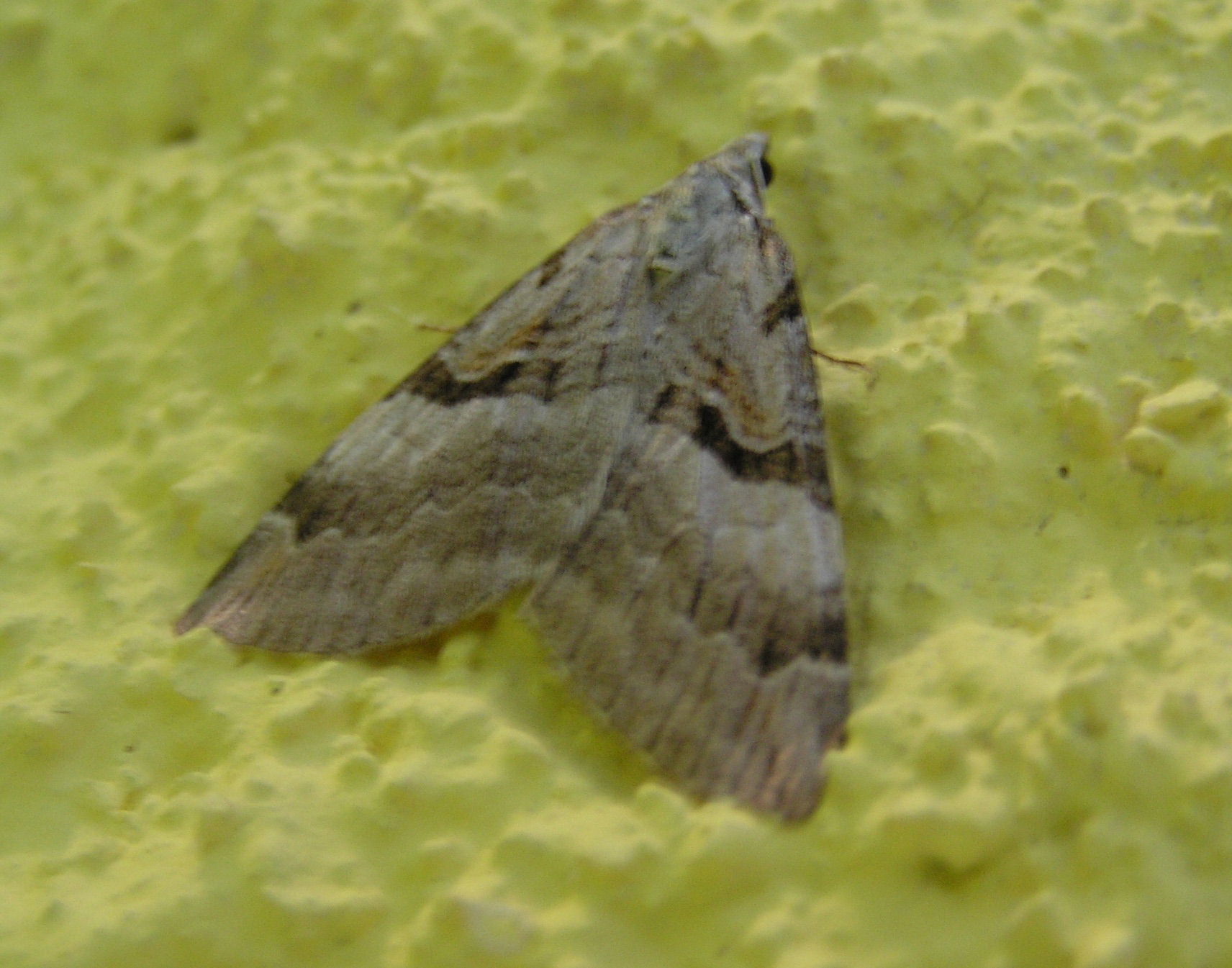
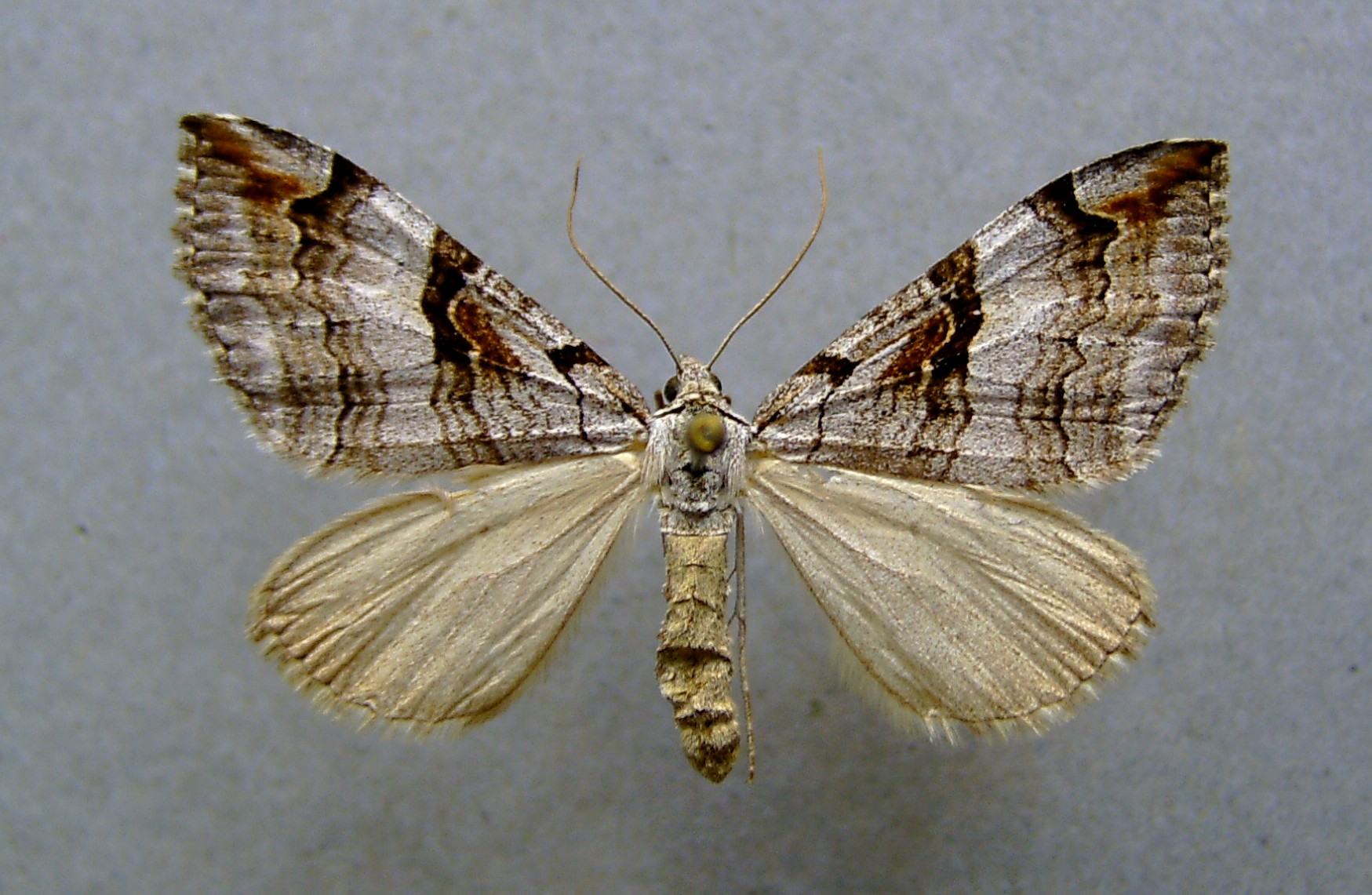